# Nacidos para la Gloria
Nacidos para la Gloria – album polskiego zespołu RAC Konkwista 88, wydany w 2003 roku przez oficynę Rata – Ta Ta Tá.... Na płycie znalazły się stare utwory zespołu, zaśpiewane w języku hiszpańskim. Na potrzeby albumu wokalistą został Ramiro z hiszpańskiego zespołu Estirpe Imperial.

## Lista utworów
Opracowano na podstawie materiału źródłowego.
1. "Lucha" – 5:21
2. "Tierra natal" – 4:19
3. "Odio" – 4:58
4. "Nación rota" – 3:55
5. "Nuestro enemigo" – 3:41
6. "Skinheads" – 3:10
7. "Legión" – 4:29
8. "Mi idea" – 3:32
9. "Canción de gloria europea" – 4:39